# Doina Cornea
Doina Cornea, née le 30 mai 1929 à Brașov en Roumanie et morte le 4 mai 2018 à Cluj en Roumanie, est une écrivaine et universitaire roumaine, militante des droits de l'homme et opposante à la dictature communiste de son pays.

## Biographie
Née à Brașov en Roumanie, Doina Cornea étudie le français et l'italien à l'université de Cluj. Après ses études, elle enseigne le français dans une école secondaire à Zalău, où elle épouse un avocat, Leontin-Cornel Iuhas, en 1954. Elle retourne à Cluj, en 1958, et devient assistante au département de langue et littérature françaises de l'université Babeș-Bolyai créé par le professeur Henri Jacquier (1900-1980).

### Engagement dans la dissidence
D'après elle, l'origine de son engagement politique se situe à Strasbourg, en 1965, lors d'une visite en France à des amis occidentaux qui avaient du financer son voyage pour que les autorités roumaines lui délivrent un passeport. Alors qu'ils étaient assis à la terrasse d'un café, l'un de ses amis français critiqua vivement Charles de Gaulle. Effrayée, elle s'attendait à ce qu'il se fasse arrêter sans délai, mais rien ne se produisit de tel. Prenant conscience des libertés dont les citoyens français bénéficiaient, alors que les citoyens roumains vivaient dans la contrainte et la crainte, elle en eut honte, et cette honte la poussa à agir.

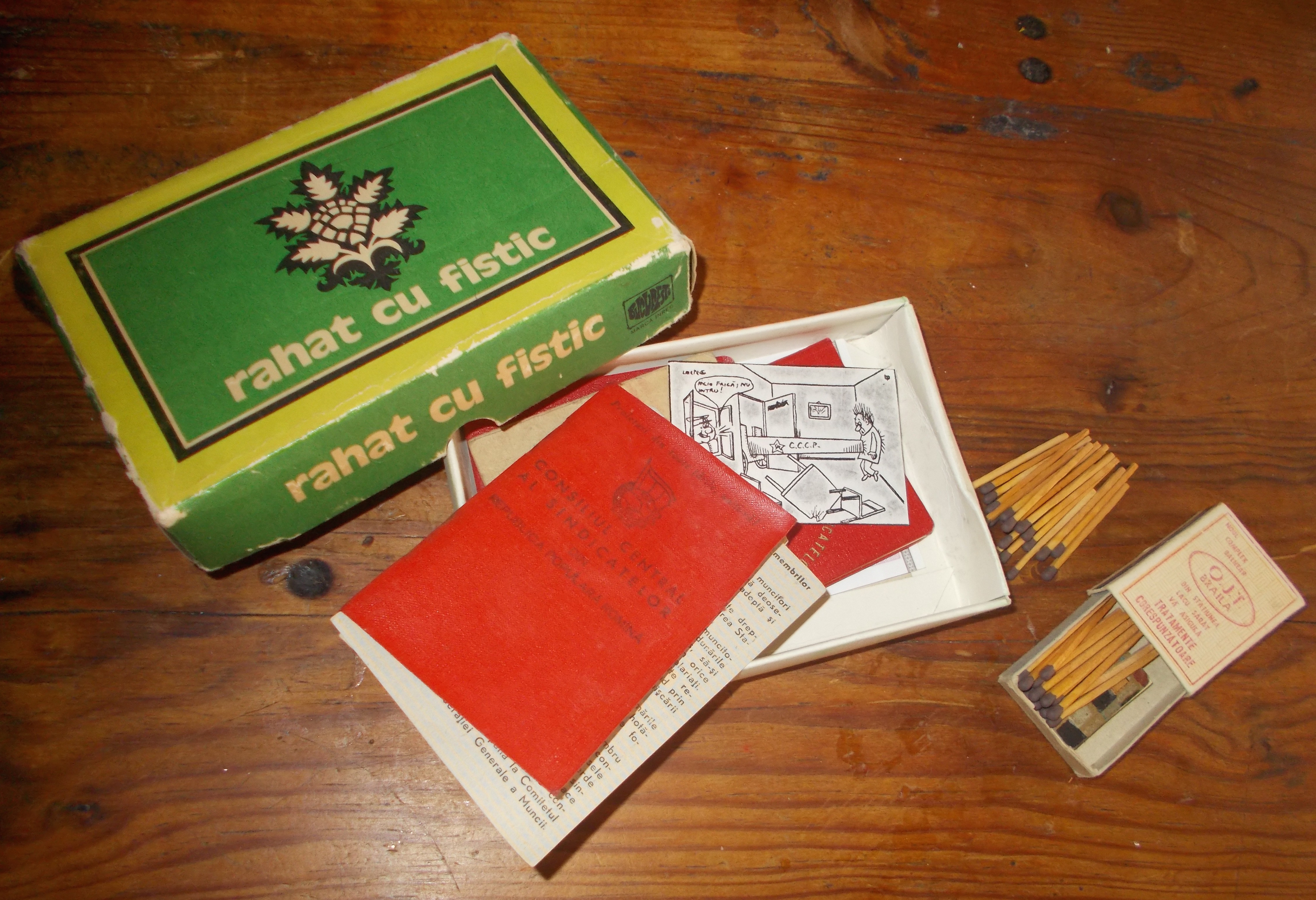
Samizdats roumains de l'ère communiste dans des boîtes de loukoums (caricatures anonymes dans un carnet syndical) et d'allumettes (petit livre interdit sous les allumettes).

En 1980, elle réalise son premier « samizdat », en publiant Încercarea labirintului, les entretiens de Mircea Eliade avec Claude-Henri Rocquet publiés à Paris en 1978 sous le titre de L'épreuve du labyrinthe, qu'elle a traduits du français et annotés. Elle poursuivra son travail d’éditeur clandestin avec quatre autres traductions-samizdat du français, pour lesquelles elle a rédigé les notes et les préfaces : Petru Gherman, Ieremia Valahul (en français : Jérémie le Valaque), Lao Tseu, Dao de jing, Gabriel Marcel, Dreptate și Adevăr (en français : Justice et vérité), Stéphane Lupasco, la partie du Trialogue de l'ouvrage Omul și cele trei etici ale sale (en français : L'homme et ses trois éthiques).
Entre 1982 et 1989, avec l'aide de sa fille Ariadna Iuhas-Combes, réfugiée et mariée en France depuis 1976, elle diffuse trente et un textes et protestations par l'intermédiaire de Radio Free Europe. Le premier de ces textes, parvenu clandestinement à Radio Free Europe par l’intermédiaire de Gilles Bardy, le lecteur de français de la faculté, et intitulé : Lettre à ceux qui n'ont pas renoncé à penser, est lu à la radio en août 1982. Dans ce qui constitue un acte majeur de dissidence de Roumanie, Doina Cornea écrit : « Je m'adresse directement à vous, mes collègues, enseignants de Roumanie. (…) N'enseignez plus aux élèves, aux étudiants ce à quoi ni eux ni vous ne croyez, mais habituez-vous à penser plus librement, plus courageusement, plus honnêtement, plus généreusement ! ». L’année suivante, en 1983, elle est destituée de l’université puis elle est soumise à des enquêtes et des interrogatoires par la police politique Securitatea, au cours desquels elle est battue, menacée, privée d’eau, de vivres et de sommeil. Son dossier est instruit par le colonel Sándor Peres, père du futur sénateur libéral Alexandru Pereș, qui malgré ses efforts, ne parvient pas à lui faire avouer des crimes contre le peuple roumain, de sorte qu’il évite de l’envoyer en détention, d’autant qu’elle est désormais connue en Occident, notamment du côté d’Amnesty international.
Le 15 novembre 1987, avec son fils, Leontin-Horațiu Iuhas (né en 1956), elle diffuse cent soixante tracts de solidarité avec les ouvriers insurgés de Brasov, en conséquence de quoi, tous deux sont détenus pour cinq semaines (novembre-décembre 1987). Durant le premier mois de sa détention, alors qu’elle est séparée de son fils, elle subit les interrogatoires de la Securitate durant six à sept heures par jour, les interrogateurs se relayant. À propos de son fils, Doina Cornea dit : « Je dois vraiment beaucoup à mon fils : il a vraiment joué le rôle, je crois, le plus important ! C’était l'unique être qui aurait pu m’arrêter. Il ne l’a jamais essayé. Au contraire ! Il m’a toujours encouragée à faire ce que je sentais devoir faire. Alors j’ai continué ». 
En septembre 1988, dans une lettre adressée au pape Jean-Paul II qui fut diffusée par Radio Free Europe, elle sollicite, avec cinq autres intellectuels de Cluj, la fin des persécutions et la légalisation de l’Église roumaine unie à Rome, gréco-catholique, que le régime communiste avait interdite en 1948.
La diffusion par la Radio-télévision belge de la Communauté française, le 9 décembre 1988, du reportage : Roumanie : le désastre rouge, dans lequel Doina Cornea et sa fille Ariadna s’expriment longuement, permet le lancement d’une campagne internationale de soutien à la dissidente roumaine. Des résolutions demandant sa libération furent votées par le Parlement européen et la Confédération internationale des syndicats libres et des hommes politiques européens intervinrent personnellement auprès du gouvernement en ce sens.
Assignée à résidence, sa ligne de téléphone coupée, elle est suivie et surveillée en permanence par des agents de la Securitate, qui, en février 1989, l’empêche de se rendre à Bruxelles pour témoigner devant le Parlement européen lors d’une session concernant la situation en Roumanie. Le régime de Nicolae Ceaușescu est aux abois : le 18 mai de cette même année, elle est battue par deux agents devant son domicile de Cluj, en compagnie de deux citoyens belges, dont le député européen Gérard Deprez. Ces derniers sont chassés du pays, et Doïna est à nouveau incarcérée : elle sera libérée le 21 décembre 1989, la veille de la chute du régime. Ce jour-là, elle prend part aux manifestations qui éclatèrent dans les rues de Cluj, au cours desquelles plusieurs personnes furent tuées et d'autres blessées par balles. 
Le 22 décembre 1989, Doina Cornea est élue par cooptation au Conseil du Front de salut national, dont elle démissionne le 23 janvier 1990, à la suite de la transformation du FSN en parti politique et de la présence massive dans ce parti de nomenklaturistes (comme son président, Ion Iliescu) dont certains, anciens officiers de la Securitate.

### Activité politique après 1989
Avec d’autres personnes, le 6 août 1990, à Cluj, elle fonde le « Forum démocrate antitotalitaire de Roumanie » dont elle devient présidente. Ce premier mouvement d’unification de l’opposition démocratique deviendra par la suite la Convention démocratique roumaine (CDR).
Doina Cornea a publié plus de cent articles dans des journaux et magazines (22, România liberă, Vatra, Memoria etc.) et donné des conférences en Roumanie et à l’étranger, dont beaucoup ont été publiées dans des volumes collectifs (Une culture pour l’Europe de demain, Il nuovo Areopago, Mission, Quelle sécurité en Europe à l’aube du XXIe siècle ?, Europe : les chemins de la démocratie, Politique internationale, Amicizia fra i popoli). Dans tous, elle dénonce les abus et la corruption de la nomenklatura, et ses positions politiques populistes, nationalistes et antidémocratiques, visant à profiter au maximum de la transition économique vers l’économie de marché pour enrichir ses membres, et à marginaliser l’opposition démocratique pro-européenne afin d’éviter d’avoir à rendre des comptes pour les crimes du régime communiste.
En France, Doina Cornea se fait connaitre du public en novembre 1990, grâce à la publication, aux éditions Criterion, d’un livre d’entretiens titré Liberté ?, dont elle assurera la présentation à Paris, lors d’une table ronde télévisée. Dans une interview, elle explique ainsi son action :
« Je me suis efforcée de vivre comme si la peur n’existait pas, même si je l’ai ressentie. Nous devons demeurer libres et ne pas devenir les esclaves de la peur ».
Morte le 4 mai 2018, à l'âge de 88 ans, Doina Cornea est enterrée avec les honneurs militaires au cimetière central de Cluj le 7 mai 2018, en présence notamment de l’ancien président Emil Constantinescu, de la poétesse Ana Blandiana, du philosophe Gabriel Liiceanu et de l’historien Marius Oprea ainsi que des hommes politiques László Tőkés et Péter Eckstein-Kovács.

## Publications

### Œuvres originales
- Liberté ? Entretiens avec Michel Combes, suivis de lettres ouvertes adressées à Nicolae Ceaușescu, Ion Iliescu, Petre Roman (Éditions Criterion, Paris, 1990) ; Libertate? (Ed. Humanitas, Bucarest, 1992)
- Scrisori deschise și alte texte (Ed. Humanitas, Bucarest, 1991)
- Fața nevăzută a lucrurilor (1990-1999). Dialoguri cu Rodica Palade (Ed. Dacia, Cluj-Napoca, 1999) ; La face cachée des choses, 1990-1999 : Dialogue avec Rodica Palade (Éditions Du Félin, Paris, 2000),  (ISBN 2-86645-386-7)
- Puterea fragilității, avant-propos de Gabriel Liiceanu (Ed. Humanitas, Bucarest, 2006)
- Jurnal. Ultimele caiete (Editura Fundației Academiei Civice, Bucarest, 2009), 288 pages[26].

### Traductions
- Mircea Eliade, Încercarea labirintului. Convorbiri cu Claude-Henri Rocquet (Ed. Dacia, Cluj-Napoca, 1990 ; réédition, Ed. Humanitas, Bucarest, 2007)
- Gânduri pentru zilele ce vin, en collaboration avec Viorica Lascu (ro) (Ed. Dacia, Cluj-Napoca, 1995)
- Vladimir Ghika, Ultimele mărturii (Ed. Dacia, Cluj-Napoca, 1997, réédition, 2006)
- Vladimir Ghika, Fragmente postume (Ed. Dacia, Cluj-Napoca, 2003).

## Récompenses
Elle a reçu un grand nombre de distinctions et de prix, dont :
- Prix Rafto, Norvège (1989)[27]
- Docteur honoris causa de l'université libre de Bruxelles (Belgique) (1989)
- Officier de l'ordre national de la Légion d'honneur (France) (2000)
- Commandeur de l'ordre national de la Légion d'honneur (France) (2009)[28]
- Grand-croix de l’ordre de l'Étoile de Roumanie (2000)
- Croix de la maison royale de Roumanie (2009), de la part du roi Michel Ier[29].